# Būriya
Būriya är en ort i Indien.   Den ligger i delstaten Haryana, i den norra delen av landet, 170 km norr om huvudstaden New Delhi. Būriya ligger 286 meter över havet och antalet invånare är 10 641.
Terrängen runt Būriya är mycket platt. Runt Būriya är det tätbefolkat, med 591 invånare per kvadratkilometer. Närmaste större samhälle är Jagādhri, 5,3 km väster om Būriya. Trakten runt Būriya består till största delen av jordbruksmark.